# Mr. Carlson of Arizona
Mr. Carlson of Arizona è un cortometraggio muto del 1915 scritto, diretto e interpretato da Romaine Fielding.

## Produzione
Il film fu prodotto dalla Lubin Manufacturing Company.

## Distribuzione
Distribuito dalla V-L-S-E, il film uscì nelle sale cinematografiche USA l'8 aprile 1915.